# Dean Horrix
Dean Victor Horrix (Burnham-on-Sea, 21 novembre 1961 – Kingsclere, 11 marzo 1990) è stato un calciatore inglese, di ruolo attaccante.

## Carriera
Esordisce tra i professionisti all'età di 19 anni con il Millwall, club della terza divisione inglese; qui, tra il 1980 ed il 1983 totalizza complessivamente 19 reti in 82 partite di campionato: in particolare, segna 2 gol in 11 partite nella stagione 1980-1981, 15 reti in 44 partite nella stagione 1981-1982 ed infine 15 partite senza reti nella stagione 1982-1983. Nel corso di quest'ultima stagione si trasferisce peraltro al Gillingham, che dopo 14 presenze senza reti nel campionato di terza divisione nell'estate del 1983 lo cede per 10000 sterline al Reading, club appena retrocesso in quarta divisione, dove in coppia con il compagno di reparto Trevor Senior forma una coppia d'attacco devastante per la categoria (Senior sarà capocannoniere del campionato con 36 reti, e la coppia supererà quota 50 gol), conquistando la promozione in terza divisione. Anche nella categoria superiore i due continuano a segnare con regolarità ed a mostrare una grande intesa: in particolare Horrix pur non segnando quantità enormi di reti si completa in modo ideale con Senior, servendo a quest'ultimo una grande quantità di assist, che risulteranno decisivi nella vittoria della Third Division 1985-1986. Nel corso della stagione 1986-1987, giocata in seconda divisione, Horrix trascorre anche un periodo in prestito al Cardiff City, con cui realizza 3 reti in 9 presenze in quarta divisione. L'anno seguente torna comunque ai Royals, dove ricopre un ruolo chiave in Full Members Cup (segna infatti 4 reti in altrettante partite nella competizione, compresa quella decisiva nella semifinale contro il Coventry City), trofeo che però formalmente non vince dal momento che nella parte finale della stagione fa a sorpresa ritorno al Millwall, in seconda divisione, che lo acquista per 10000 sterline dal Reading, dopo 35 reti in 158 partite di campionato in quest'ultimo club. La sua seconda parentesi ai Lions è però poco fortunata: si ritrova infatti a fare da riserva a Teddy Sheringham e Tony Cascarino, e nella stagione 1987-1988 segna una rete ma in sole 2 presenze, peraltro entrambe subentrando dalla panchina. Non ha miglior fortuna nemmeno nella stagione 1988-1989, in cui gioca 8 partite senza mai segnare, anche se in compenso riesce ad esordire in prima divisione (campionato a cui il Millwall partecipava per la prima volta nella sua storia); nella stagione 1989-1990 gioca invece una sola partita, la sua numero 97 (con 25 reti segnate) fra tutte le competizioni ufficiali con la maglia del Millwall, prima di passare a stagione in corso al Bristol City, altro club di seconda divisione, con cui gioca le ultime 3 partite della sua carriera professionistica (costituita da 267 presenze e 54 reti nei campionati della Football League): l'11 marzo 1990, infatti, mentre stava tornando da Bristol a Reading (dove aveva continuato a vivere) insieme alla sua famiglia viene coinvolto in un incidente automobilistico a Kingsclere, nell'Hampshire, morendo sul colpo.

## Palmarès

### Club

#### Competizioni giovanili
- FA Youth Cup: 1

Millwall: 1978-1979

#### Competizioni nazionali
- Football League Trophy: 1

Millwall: 1982-1983
- Campionato inglese di seconda divisione: 1

Millwall: 1987-1988
- Third Division: 1

Reading: 1985-1986